# Четырнадцать романсов
«Четырнадцать романсов», опус 34, SR 59 — цикл романсов для голоса и фортепиано на стихи русских поэтов композитора Сергея Рахманинова, созданный в первой половине 1910-х годов. Каждый из них был посвящён конкретному деятелю искусства. Первый романс был создан в марте 1910 года в Москве. Он был переработан в июне 1912 года в имении Ивановка Тамбовской губернии. Там же в июне того же года были написаны ещё двенадцать романсов. Цикл из тринадцати пьес был опубликован в том же году издательством «А. Гутхейль». Романс без слов «Вокализ», ставший одним из самых популярных произведений композитора, был включён в цикл в 1915 году.

## История создания
«Четырнадцать романсов» были задуманы Рахманиновым как сборник вокальных миниатюр на стихи русских поэтов, каждая из которых была бы посвящена конкретному деятелю культуры. Первым из вошедших в цикл, появился романс «Не может быть!» (на стихи Аполлона Майкова). Он был написан 7 марта 1910 года в Москве как отклик на смерть актрисы Веры Комиссаржевской. Он был переработан 13 июня 1912 года в имении Ивановка Тамбовской губернии. С февраля 1912 года Рахманинов стал получать письма, подписанные псевдонимом «Re». Между неизвестной корреспонденткой и композитором завязалась оживлённая переписка, длившаяся несколько лет (до его эмиграции из России), в ходе которой стало известно, что под псевдонимом скрывалась писательница Мариэтта Шагинян. 15 марта 1912 года Рахманинов написал ей письмо в котором просил помочь ему подобрать стихи для своего вокального цикла. В нём, в частности, указывалось: «Мне нужны тексты к романсам. Не можете ли Вы на что-либо подходящее указать? Мне представляется, что „Re“ знает много в этой области, почти всё, а может быть, и всё. Будет ли это современный или умерший автор — безразлично! — лишь бы вещь была оригинальная, а не переводная, и размером не более 8—12, максимум 16 строф. И ещё вот что: настроение скорее печальное, чем веселое. Светлые тона мне плохо даются!». «Текстмейстер» Шагинян (по её собственному выражению) с большим желанием принялась за подбор стихотворений, прислав их большое количество. Однако, несмотря на общность художественных вкусов, их взгляды всё же расходились. Рахманинов предпочитал более традиционную поэзию, а его корреспондентка пыталась протолкнуть тексты символистов, которых композитор не жаловал. В итоге лишь половина романсов была написана на стихи, присланные Шагинян, а остальные он нашёл сам. Шагинян старалась подготовить тексты для их лучшего понимания: «Обычно я старалась „начитать“ их для него графически: давала  рисунок  ритма  стиха, рисунок интонационного движения стиха, раскрывала с помощью этих рисунков заложенную в самом стихотворении его собственную мелодию. Очень подробно анализировала Пушкина, мелос которого неисчерпаем для музыкантов, хотя в те годы многие считали Фета или Полонского или даже Дельвига более „подходящими“ для песенной музыки». 

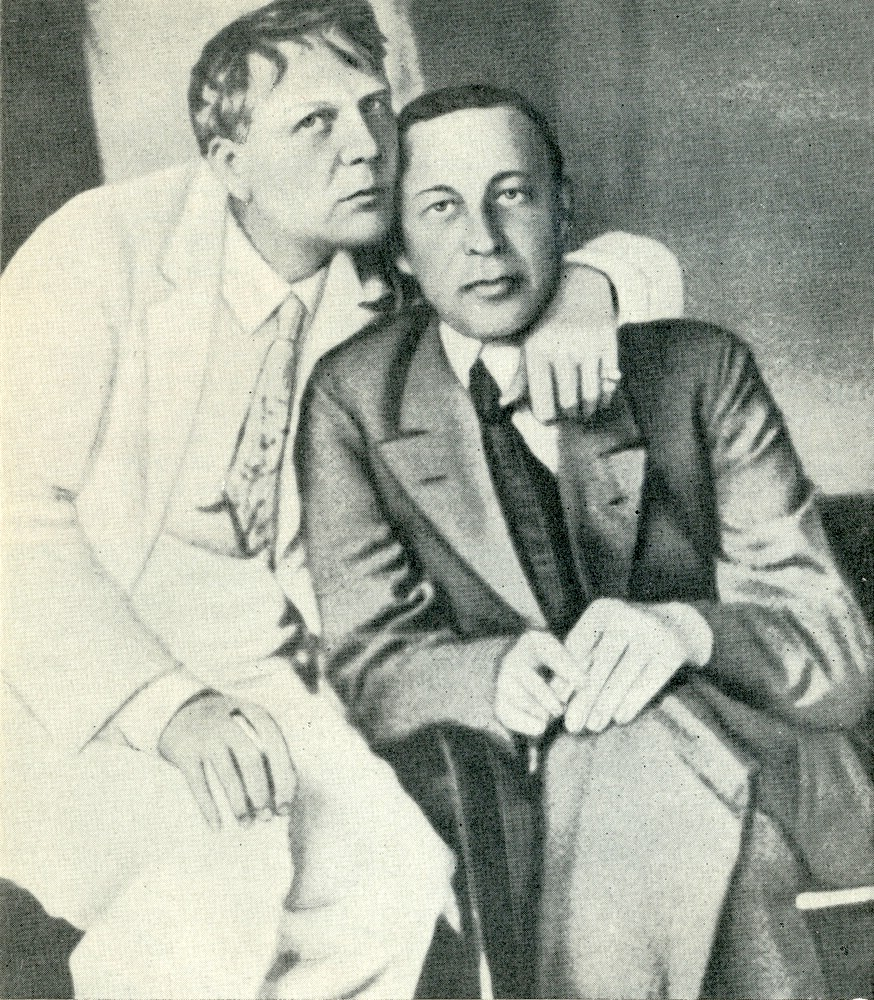
Фёдор Шаляпин (слева) и Сергей Рахманинов

Большинство романсов цикла было создано в июне 1912 года в Ивановке. Во время интенсивной работы над циклом почти каждый день появлялось новое произведение. В письме от 19 июня того же года Рахманинов писал Шагинян, что использовал в цикле около половины романсов, которые получил от неё. «Всеми романсами, в общем, доволен и бесконечно радуюсь, что дались они мне легко, без большого страдания. Дай Бог, чтоб и дальше так работа продолжалась». Дольше всего длилась работа над «Вокализом» — около трёх лет. Первый сохранившийся набросок относится ещё к весне 1912 года. В связи с этим первое издание цикла (А. Гутхейль, 1913) появилось без «Вокализа». Первая полная редакция «Вокализа» датируется 1 апреля 1915 года. Это установлено на основании рукописи, подаренной композитором певице Антонине Неждановой, которой он был посвящён. Пять романсов были посвящены Леониду Собинову, четыре Фёдору Шаляпину, по одному Фелии Литвин, Неждановой, Шагинян, Комиссаржевской. Особо посвящение было сделано для Петра Чайковского («П. Ч.»).
Сотрудничество с Шагинян продолжилось: так, в 1916 году Рахманинов одобрил выбор её шести стихотворений для своего цикла «Восемь стихотворений», опус 38. Она писала в своих воспоминаниях о композиторе: «Шесть романсов из op. 38 целиком написаны на „препарированный“  мною текст».
Автографы опуса 34 находятся в фондах Российского национального музея музыки ф. 18, № 129 (полный автограф); № 131 (развёрнутые эскизы); № 130 (Первый вариант романса «Не может быть!»); № 131 (эскиз вокальной партии).

## Состав
| №  | Название                  | Автор текста        | Время и место создания                                                          | Посвящение                       | Тональность     | Темп                        | Примечания                |
| -- | ------------------------- | ------------------- | ------------------------------------------------------------------------------- | -------------------------------- | --------------- | --------------------------- | ------------------------- |
| 1  | «Муза»                    | Александр Пушкин    | 6 июня 1912. Ивановка                                                           | R. E. (Мариетте Шагинян)         | Си минор        | Lento                       | [ 3 ] [ 10 ] [ 1 ]        |
| 2  | «В душе у каждого из нас» | Аполлон Коринфский  | 5 июня 1912. Ивановка                                                           | Фёдору Шаляпину                  | До мажор        | Non allegro                 | [ 3 ] [ 11 ] [ 1 ]        |
| 3  | «Буря»                    | Александр Пушкин    | 7 июня 1912. Ивановка                                                           | Леониду Собинову                 | Ми минор        | Allegro                     | [ 3 ] [ 11 ] [ 1 ]        |
| 4  | «Ветер перелётный»        | Константин Бальмонт | 9 июня 1912. Ивановка                                                           | Леониду Собинову                 | До мажор        | Andante                     | [ 3 ] [ 11 ] [ 1 ]        |
| 5  | «Арион»                   | Александр Пушкин    | 8 июня 1912. Ивановка                                                           | Леониду Собинову                 | Ре минор        | Allegro                     | [ 3 ] [ 11 ] [ 1 ]        |
| 6  | «Воскрешение Лазаря»      | Алексей Хомяков     | 4 июня 1912. Ивановка                                                           | Фёдору Шаляпину                  | Фа минор        | Grave                       | [ 3 ] [ 11 ] [ 1 ]        |
| 7  | «Не может быть»           | Аполлон Майков      | 7 марта 1910. Москва (первая редакция) 13 июня 1912. Ивановка (вторая редакция) | Памяти Веры Комиссаржевской      | Ми-бемоль минор | Allegro                     | [ 3 ] [ 11 ] [ 1 ]        |
| 8  | «Музыка»                  | Яков Полонский      | 12 июня 1912. Ивановка                                                          | П. Ч. (памяти П. И. Чайковского) | Ми-бемоль минор | Andante mosso               | [ 3 ] [ 11 ] [ 1 ]        |
| 9  | «Ты знал его»             | Фёдор Тютчев        | 12 июня 1912. Ивановка                                                          | Фёдору Шаляпину                  | До мажор        | Marziale                    | [ 3 ] [ 11 ] [ 1 ]        |
| 10 | «Сей день я помню»        | Фёдор Тютчев        | 10 июня 1912. Ивановка                                                          | Леониду Собинову                 | Ля-бемоль мажор | Andante semplice            | [ 3 ] [ 11 ] [ 12 ] [ 1 ] |
| 11 | «Оброчник»                | Афанасий Фет        | 11 июня 1912. Ивановка                                                          | Фёдору Шаляпину                  | До-диез минор   | Non allegro, molto marcato  | [ 3 ] [ 11 ] [ 1 ]        |
| 12 | «Какое счастье»           | Афанасий Фет        | 19 июня 1912. Ивановка                                                          | Леониду Собинову                 | Ля мажор        | Allegro con fuoco           | [ 3 ] [ 11 ] [ 1 ]        |
| 13 | «Диссонанс»               | Яков Полонский      | 17 июня 1912. Ивановка                                                          | Фелии Литвин                     | Ми-бемоль минор | Non allegro, agitato        | [ 3 ] [ 11 ] [ 13 ] [ 1 ] |
| 14 | «Вокализ»                 |                     | Июнь 1912 — 21 сентября 1915. Москва                                            | Антонине Неждановой              | До-диез минор   | Lentamente. Molto cantabile | [ 3 ] [ 11 ] [ 12 ] [ 1 ] |